# Пулев, Тервел
Те́рвел Венков Пу́лев (болг. Тервел Венков Пулев; род. 10 января 1983, София, Болгария) — болгарский боксёр-профессионал, выступающий в первой тяжёлой и в тяжёлой весовых категориях. Бронзовый призёр Олимпийских игр (2012), трёхкратный призёр чемпионата Европы (2010, 2011, 2015) в любителях. Среди профессионалов чемпион по версии WBA International (2019—2022) и чемпион Европейского союза по версии EBU (2018—2021) в 1-м тяжёлом весе.
Лучшая позиция по рейтингу BoxRec — 37-я (январь 2021) и является 1-м среди болгарских боксёров первой тяжёлой весовой категории. Родной брат профессионального боксёра тяжеловеса Кубрата Пулева.

## Любительская карьера
Тервел Пулев родился в семье боксёров, его отец, Венко Пулев, был чемпионом Болгарии в тяжёлом весе. Его старший брат, Кубрат Пулев — чемпион Европы 2008 года. Тервел Пулев начал заниматься боксом в 1994 году в клубе ЦСКА, позже он боролся за боксерский клуб «НСА» и «Академическая», «Национальный София» и «Левски». Окончил Национальную академию спорта «Василия Левского» по двум специальностям, учителем и тренером. Его тренер Борислав Бояджиев. Многократный чемпион страны среди юниоров в период 2004—2010 годов.
Тервел Пулев стал вице-чемпионом Европы 2010 года, проиграв в финале Егору Мехонцеву. В том же году он занял второе место на Кубке Европы в Харькове (Украина). В 2011 году завоевал золотую медаль на 62-м турнире Кубка Странджа. Он также выиграл золотую медаль на международном турнире в Боснии в 2004 году, Испании в 2006 году, Дагестане в 2009 году, Сербии 2010 и 2011 годах. В 2005 году вошёл в число 10 лучших спортсменов «НСА». Участвовал в трёх чемпионатах Европы и двух чемпионатах мира для мужчин, а также и чемпионатах мира и Европы среди юниоров.

#### Олимпийские игры 2012 года
- 1/8 финала. Победил Вана Сюаньсюаня (Китай) 10:7 (Бронзового призёра чемпионата мира 2011 года)
- 1/4 финала. Победил Ямиля Пералта (Аргентина) 13:10 (Бронзового призёра чемпионата мира 2013 года и панамериканских игр 2011 года)
- 1/2 финала. Проиграл Александру Усику (Украина) 5:21 (Чемпиону мира 2011 года, Олимпийскому чемпиону 2012 года)

На Олимпиаде 2012 года завоевал бронзовую медаль
В 2011 и 2014 году завоевал золотую медаль на национальном чемпионате «Кубок Странджа».

### Таблица любительских выступлений
| Эвент            | Чемпионат    | Вес.категория        | 1 отборочный | 2 отборочный                                     | 3 отборочный                          | Четвертьфинал                          | Полуфинал                             | Финал                                    | Позиция | Прим   |
| ---------------- | ------------ | -------------------- | ------------ | ------------------------------------------------ | ------------------------------------- | -------------------------------------- | ------------------------------------- | ---------------------------------------- | ------- | ------ |
| Чемпионат ЕС     | Каглари 2005 | Полутяжёлая (-81 кг) | н/д          | н/д                                              | Прошёл                                | Марио Сиволия · ( Хорватия) · P 15-20  | Не прошёл                             | Не прошёл                                | 5°      | [ 1 ]  |
| Чемпионат мира   | Мяньян 2005  | Полутяжёлая (-81 кг) | н/д          | Уткирбек Хайдаров · ( Узбекистан) · P 15-30      | Не прошёл                             | Не прошёл                              | Не прошёл                             | Не прошёл                                | 17°     | [ 2 ]  |
| Чемпионат ЕС     | Пекс 2006    | Полутяжёлая (-81 кг) | н/д          | н/д                                              | Прошёл                                | Кеннет Иган · ( Ирландия) · P 17-18    | Не прошёл                             | Не прошёл                                | 5°      | [ 3 ]  |
| Чемпионат Европы | Пловдив 2006 | Полутяжёлая (-81 кг) | н/д          | Прошёл                                           | Артур Бетербиев · ( Россия) · P 22-38 | Не прошёл                              | Не прошёл                             | Не прошёл                                | 9°      | [ 4 ]  |
| Чемпионат ЕС     | Дублин 2007  | Тяжёлая (-91 кг)     | н/д          | н/д                                              | Клементе Руссо · ( Италия) · P 5-13   | Не прошёл                              | Не прошёл                             | Не прошёл                                | 9°      | [ 5 ]  |
| Чемпионат мира   | Милан 2009   | Тяжёлая (-91 кг)     | Прошёл       | Абдул Валид · ( Афганистан) · V 17-1             | Осмай Акоста · ( Куба) · P 2-11       | Не прошёл                              | Не прошёл                             | Не прошёл                                | 9°      | [ 6 ]  |
| Чемпионат Европы | Москва 2010  | Тяжёлая (-91 кг)     | н/д          | Дамир Бельо · ( Босния и Герцеговина) · V RSCI 2 | Колак Ананикян · ( Армения) · V 5-4   | Степан Вугделий · ( Хорватия) · V 5-3  | Йозеф Дармос · ( Венгрия) · V AB 2    | Егор Мехонцев · ( Россия) · P 1-10       |         | [ 7 ]  |
| Чемпионат Европы | Анкара 2011  | Тяжёлая (-91 кг)     | н/д          | Прошёл                                           | Кристиан Демай · ( Албания) · V 18-9  | Денис Пояцика · ( Украина) · V 15-14   | Бахрам Музаффер · ( Турция) · V 17-11 | Теймур Мамедов · ( Азербайджан) · P AB 3 |         | [ 8 ]  |
| Чемпионат мира   | Баку 2011    | Тяжёлая (-91 кг)     | Прошёл       | Мизохиджон Абдулаев · ( Узбекистан) · V 9-7      | Александр Усик · ( Украина) · P RET   | Не прошёл                              | Не прошёл                             | Не прошёл                                | 9°      | [ 9 ]  |
| Олимпиада        | Лондон 2012  | Тяжёлая (-91 кг)     | н/д          | н/д                                              | Ван Сюаньсюань · ( Китай) · V 10-7    | Ямил Перальта · ( Аргентина) · V 13-10 | Александр Усик · ( Украина) · P 5-21  | Не прошёл                                |         | [ 10 ] |
| Чемпионат Европы | Самоков 2015 | Тяжёлая (-91 кг)     | н/д          | Андреасен Джим Хассентиуфел ( Дания) · V 3-0     | Тлканик Эрик · ( Словения) · V 3-0    | Корвинг Рой · ( Нидерланды) · V 3-0    | Евгений Тищенко · ( Россия) · P 0-3   | Не прошёл                                |         | [ 11 ] |

## Профессиональная карьера
3 декабря 2016 года, за месяц до своего 34-летия, Тервел Пулев дебютировал на профессиональном ринге в 1-м тяжёлом весе (до 90,7 кг) победив техническим нокаутом в 3-м раунде опытного хорватского джорнимена Томислава Рудана (6-15-1).
27 октября 2018 года победил нокаутом во 2-м раунде опытного итальянца Леонардо Дамиана Бруццезе (19-5), и завоевал вакантный титул чемпиона Европейского союза по версии EBU в 1-м тяжёлом весе.
14 декабря 2019 года победил единогласным решением судей (счёт: 118—110, 120—108, 118—110) опытного американца Дешона Вебстера (12-2-2, 6 КО), и завоевал вакантный титул чемпиона по версии WBA International в 1-м тяжёлом весе.
15 мая 2022 потерпел первое поражение в профессиональной карьере в поединке с российским боксёром Сергеем Ковалёвым. Бой в первом тяжелом весе проводился в американском городе Инглвуд (Калифорния) и длился 10 раундов, победитель был определён единогласным решением судей.

#### Тяжелый вес
13 апреля 2023 года в Коста Месе (Калифорния) победил в 3-м раунде нокаутом в главном событии вечера американского середняка Джойля Шогрина (14-4).
14 декабря 2023 года в Коста Месе (Калифорния, США) добыл 18-ю победу на профессиональном ринге, победив единогласным решением судей американца Дионардо Минора (7-3-2) со счётом 59:54, 60:53 - дважды. Бой проходил в рамках тяжелого веса.
30 марта 2024 года в Софии (Болгария) в рамках крузервейта победил по очкам Ролли Фогума (16-3-1, 12 КО) из Камеруна. Счёт судей: 79-73, 79-73 и 80-72.

## Статистика профессиональных боёв
В таблице перечислены результаты всех поединков боксёров.
В каждой строке указан результат поединка. Дополнительно номер поединка обозначен цветом, который обозначает итог поединка. Расшифровка обозначений и цветов представлена в нижеследующей таблице.
| Пример | Расшифровка                     |
| ------ | ------------------------------- |
|        | Победа                          |
|        | Ничья                           |
|        | Поражение                       |
|        | Планируемый поединок            |
|        | Поединок признан несостоявшимся |
| КО     | Нокаут                          |
| ТКО    | Технический нокаут              |
| PTS    | Решение судей (по очкам)        |
| UD     | Единогласное решение судей      |
| MD     | Решение большинства судей       |
| SD     | Раздельное решение судей        |
| RTD    | Отказ от продолжения боя        |
| DQ     | Дисквалификация                 |
| NC     | Поединок признан несостоявшимся |

| 20 поединков, 19 побед (14 нокаутом), 1 поражение. | 20 поединков, 19 побед (14 нокаутом), 1 поражение. | 20 поединков, 19 побед (14 нокаутом), 1 поражение. | 20 поединков, 19 побед (14 нокаутом), 1 поражение. | 20 поединков, 19 побед (14 нокаутом), 1 поражение. | 20 поединков, 19 побед (14 нокаутом), 1 поражение. | 20 поединков, 19 побед (14 нокаутом), 1 поражение.                                                                 | 20 поединков, 19 побед (14 нокаутом), 1 поражение. |
| Бой                                                | Рекорд                                             | Дата боя                                           | Соперник                                           | Место проведения боя                               | Результат                                          | Дополнительно |                                                    |
| -------------------------------------------------- | -------------------------------------------------- | -------------------------------------------------- | -------------------------------------------------- | -------------------------------------------------- | -------------------------------------------------- | --- | -------------------------------------------------- |
| 18                                                 | 17-1                                               | 13 апреля 2023                                     | Джоэл Шойгрин (14-4)                               | The Hangar, Коста-Меса, Калифорния, США            | RTD 3 (8), 3:00                                    | |                                                    |
| 17                                                 | 16-1                                               | 14 мая 2022                                        | Сергей Ковалёв (34-4-1)                            | Форум, Инглвуд, Калифорния, США                    | UD (10)                                            | Счет: 93-97, 92-98 (дважды).                                                                                       |                                                    |
| 16                                                 | 16-0                                               | 29 января 2021                                     | Викапита Мероро (29-9)                             | Next Door Arena, Дар-эс-Салам, Танзания            | TKO 9 (10), 1:30                                   | |                                                    |
| 15                                                 | 15-0                                               | 14 декабря 2019                                    | Дешон Вебстер (12-2-2)                             | Kolodruma, Пловдив, Болгария                       | UD (12)                                            | Счёт: 120-108, 118-110 (дважды). Завоевал вакантный титул чемпиона по версии WBA International в 1-м тяжёлом весе. |                                                    |
| 14                                                 | 14-0                                               | 8 ноября 2019                                      | Кай Курзава (38-8)                                 | Бергиш-Гладбах, Северный Рейн-Вестфалия, Германия  | KO 1 (8), 1:00                                     | |                                                    |
| 13                                                 | 13-0                                               | 23 марта 2019                                      | Митч Уильямс (16-7-3)                              | The Hangar, Коста-Меса, Калифорния, США            | UD (6)                                             | Счёт судей: 59-54, 58-55, 57-55.                                                                                   |                                                    |
| 12                                                 | 12-0                                               | 27 октября 2018                                    | Леонардо Дамиан Бруццезе (19-5)                    | Арена «Армеец», София, Болгария                    | KO 2 (12), 0:40                                    | Завоевал вакантный титул чемпиона Европейского союза по версии EBU в 1-м тяжёлом весе.                             |                                                    |
| 11                                                 | 11-0                                               | 8 июня 2018                                        | Армандо Анкона (8-7-2)                             | Олстейт-арена, Роузмонт, Иллинойс, США             | TKO 1 (8), 2:06                                    | |                                                    |
| 10                                                 | 10-0                                               | 7 апреля 2018                                      | Ласло Пензес (7-0)                                 | Эрсте Банк-арена, Вена, Австрия                    | KO 2 (8), 2:17                                     | |                                                    |
| 9                                                  | 9-0                                                | 10 марта 2018                                      | Валерий Брудов (44-13)                             | Bruno Gehrke Halle, Берлин, Германия               | UD (8)                                             | Счёт судей: 79-73, 78-73, 78-74.                                                                                   |                                                    |